# سینوول
سینوول (به انگلیسی: Sinovel) نام شرکت چینی است که در زمینه تولید توربین فعالیت می‌کند. این شرکت بزرگ‌ترین تولید کننده توربین در چین است و هم چنین دومین سهم بازار در جهان را داراست.
این شرکت امید دارد در سال ۲۰۱۵ بزرگ‌ترین شرکت سازنده توربین در جهان باشد و هم چنین نصف بازارهای خارجی فروش توربین را در اختیار داشته باشد.
مزرعه بادی پل دونگای، اولین مزرعه بادی خشکی در چین، در ماه ژوئیه سال ۲۰۱۰ شروع به کار کرد که ۳۴٫۳ مگاوات توربین بادی شرکت سینوول در آن نصب شده‌است.

## جستار های وابسته
- انرژی بادی
- فهرست سازندگان توربین بادی
- توربین بادی
- داهوا تکنولوژی